# Cal Cerdà (Caldes de Montbui)
Cal Cerdà és una casa de Caldes de Montbui (Vallès Oriental) protegida com a bé cultural d'interès local.

## Descripció
La casa és unifamiliar cantonera, amb façana a dos carrers. Està adossada només per una banda i, per tant, només té una mitgera. En el passeig del Remei la casa té una alçada de planta baixa i dos pisos, en canvi en el carrer del Raval del Remei l'edifici només té planta baixa i un pis. Es pot classificar tipològicament com a casa d'estiueig. L'estructura és la tradicional de parets de càrrega amb forjats unidireccionals. La coberta és per una banda inclinada, de teula àrab i per l'altre transitable de ceràmica.
La façana principal del passeig del Remei consta de dos volums units. El més baix, sols de planta baixa, està format pel garatge i una terrassa al damunt. En l'altre volum, de tres pisos d'alçada, hi ha un ordre en la disposició i en el tipus de forats, tant en el sentit vertical com en l'horitzontal. Hi ha una disminució de la mida dels forats en l'alçada. Les franges en les que se situen les obertures queden disposades de manera asimètrica respecte a l'eix central de la façana marcat pel petit frontó. La horitzontal també queda patent degut a la divisió dels diferents pisos per unes petites cornises i al remat de la part superior, format per una contundent cornisa i per una balustrada, partida en tres parts, la part central de la qual és un frontó en forma de sector circular. La façana és arrebossada en les dues plantes superiors mentre que a la planta baixa hi ha un aplacat de pedra.

## Història
Antigament era Cal Cerdà. Segons ens mostra la inscripció del frontó que fa de remat de la façana, aquest edifici data de l'any 1928. La casa està situada en el passeig del Remei, construït pels volts de 1860 i empedrat entre els anys 1918 i 1919. Pren el nom de l'ermita del Remei. Les edificacions del passeig es realitzaren principalment a finals de segle xix i principis del XX. L'arquitectura és força homogènia, sobretot amb la tipologia bastant similar de habitatges unifamiliars d'estiueig entre mitgeres, ja que es varen construir totes en un determinat període bastant curt.